# 宴會

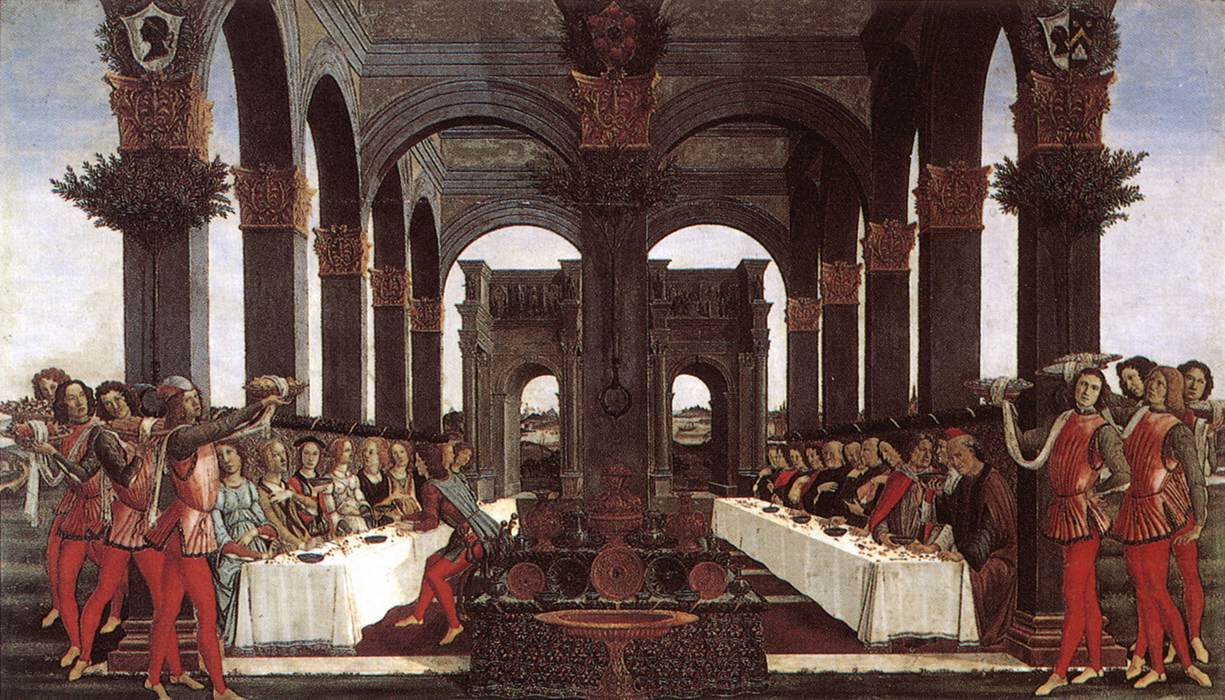
歐洲古代宴會

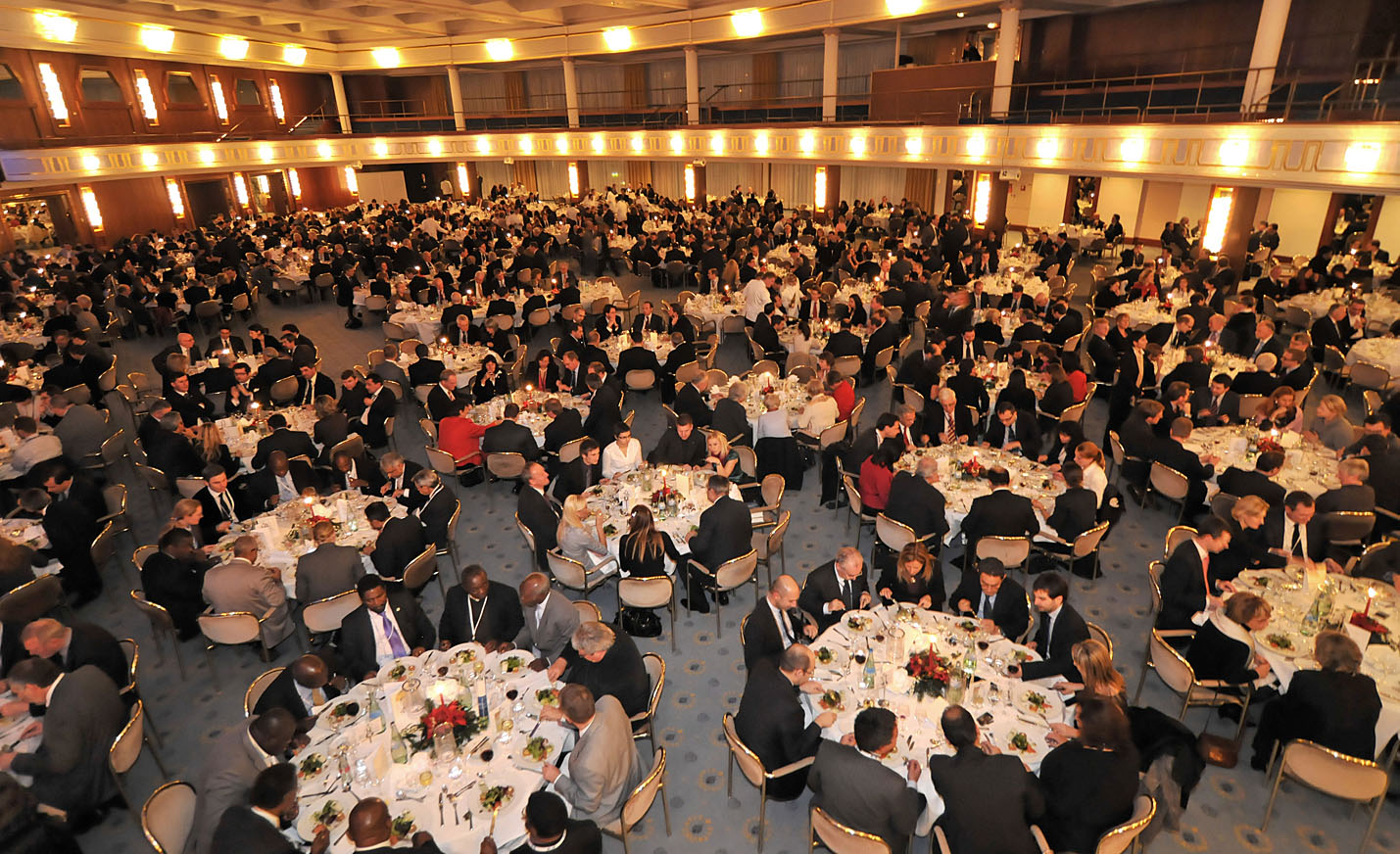
现代宴会

宴會，是社團聚會一起吃的一餐活動，通常有一個主題，例如國際外交上的國宴、結婚的婚宴、壽宴、慈善餐舞會等。而西式或者安排會前雞尾酒酒會加自助餐等。
晚宴是一項專案管理，內容包括嘉賓名單、點菜菜單選擇、座位編排、收支預算、活動程序流水賬、祝酒及司儀等。
宴會是人群聚集的社交活動，按舉行的時間可以分為早會、午宴和夜宴等；一些研究認為，所有的人類社會都有某種形式的宴會，也就是說，舉辦宴會是普世文化通則之一。